# Setra S 315 GT-HD
Der Setra S 315 GT-HD ist ein Reisebusmodell der ComfortClass 300 des deutschen Busherstellers Setra. Der Bus ging 1996 in Produktion und wurde 2003 durch den S 415 GT-HD ersetzt. Neben ihm wurden die beiden längeren, dreiachsigen Varianten S 317 GT-HD und S 319 GT-HD produziert. Nach Produktionsende des Busses wurde letzterer komplett aus dem Programm genommen und hatte keinen Nachfolger mehr. Als Ausgleich lief der S 416 GT-HD als goldene Mitte vom Band.

## Technische Beschreibung
Karosserie
Der S 315 GT-HD ist ein zweiachsiger Mitteldecker mit selbsttragender Karosserie in Skelettrahmenbauweise. Oben befindet sich der Fahrgastraum, darunter der Kofferraum. Im Heck arbeitet der seinerzeit starke Mercedes-Benz Motor OM 457 LA mit einem Hubraum von 11.967 Kubikzentimetern, der in drei unterschiedlichen Leistungsstufen verfügbar gewesen ist. Der Fahrgastraum ist über zwei nach außen öffnende einflügelige einfachbreite Türen erreichbar, die erste befindet sich vorne, die zweite in der Mitte oder optional am Heck. Im Gegensatz zu allen Bussen der TopClass 300 verfügt der S 315 GT-HD nicht über eine separate Fahrertür.
Motor und Getriebe
Angetrieben wird das Fahrzeug von einem aufgeladenen Reihensechszylinderdieselmotor des Typs Mercedes-Benz OM 457 LA mit 11,967 Kubikzentimetern Hubraum und einer Leistung von 260, 310 oder 320 Kilowatt. Der Motor erfüllt die Abgasnorm Euro III. Das Drehmoment wird auf ein Schaltgetriebe des Typs GO 190-6 oder auf ein automatisiertes Schaltgetriebe ZF ASTronic übertragen. Es hat sechs (GO 190-6) bzw. zwölf (ZF ASTronic) Gänge. Das Tankvolumen für Diesel beträgt etwa 490 Liter.

## Ausstattung
Der Innenraum des S 315 GT-HD ist modular aufgebaut. Er kann standardmäßig als 3-, 4- oder 5-Sterne-Variante geliefert werden, die sich besonders durch die Bestuhlung unterscheiden. Die 3-Sterne-Variante ist mit 55 Sitzen, die 4-Sterne-Variante mit 49 und die 5-Sterne-Variante mit 44 Sitzen ausgestattet. Neben der Treppe hinter der zweiten Tür rechts von außen betrachtet ist das Klo eingebaut und es kann statt Sitzplätzen auch ein Bistro mit Küche geliefert werden.

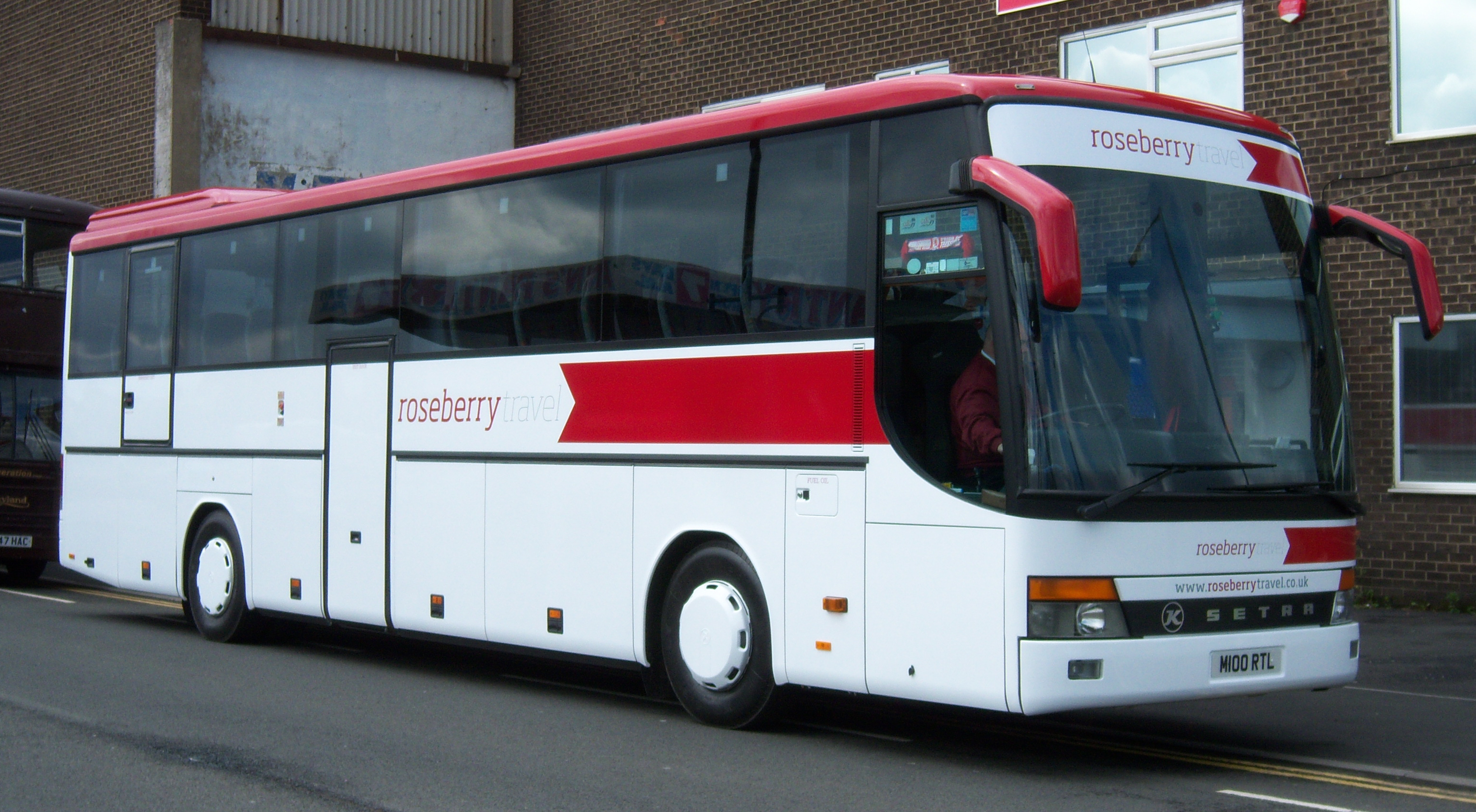
S 315 GT-HD als Rechtslenker